# 黎文午
黎文午（1909年—？），越南工程師、政治人物，曾出任越南國社會與勞動部長。

## 生平
黎文午是交趾支那人，出生於1909年，在越南和法國接受教育。
在巴黎期間，黎文午曾與第四國際有聯繫。
1938年，黎文午受僱於雷諾的工廠，同年回到越南，曾在多家工業企業工作過。
1949年，黎文午擔任越南民衆聯團委員會成員。
1950年，黎文午出任阮攀龍政府社會與勞動部長。

## 個人生活
黎文午的妻子是法國人。